# Fayet (Aveyron)
Fayet è un comune francese di 275 abitanti situato nel dipartimento dell'Aveyron nella regione dell'Occitania.

## Società

### Evoluzione demografica
Abitanti censiti